# Émile Derlin Henri Zinsou
Émile Derlin Henri Zinsou (Ouidah, 23 marzo 1918 – Cotonou, 28 luglio 2016) è stato un politico beninese.
È stato Presidente del Dahomey (attuale Benin) dal luglio 1968 al dicembre 1969.
Dal 1955 al 1958 è stato membro del Senato francese.
Ha ricoperto inoltre la carica di Ministro degli esteri del Dahoney/Benin dal 1962 al 1963 e dal 1965 al 1967.